# Julija Chrystiuk
Julija Wiktoriwna Chrystiuk, ukr. Юлія Вікторівна Христюк (ur. 7 kwietnia 2003 w Winnicy) – ukraińska piłkarka grająca na pozycji pomocnika w Old Dominion Monarchs. Również grała w futsal.

## Kariera klubowa
Wychowanka Intehrału Winnica i Szkoły Sportowej Błochina-Biełanowa. W 2018 rozpoczęła karierę w klubie WO DJuSSz Winnica, który w następnym roku zmienił nazwę na EMC-Podilla Winnica.
W latach 2018—2020 występowała również w drużynie futsalowej Czornomoroczka Odessa, a w 2020–2021 w ZCh-DJuSSz-1 Chmielnicki.
Wiosną 2020 roku okazało się, że zawodniczka podpisała 4-letni kontrakt z klubem Old Dominion Monarchs, reprezentującym Old Dominion University w stanie Wirginia. Kontrakt obowiązywał od lata 2021 roku, a Nicole Kozlova i jej ojciec Dmytro przyczynili się do przeprowadzki Julii do USA.

## Kariera reprezentacyjna
W 2018 roku zadebiutowała w juniorskiej reprezentacji Ukrainy WU-17, a w 2021 w WU-19. W koszulce narodowej reprezentacji Ukrainy zadebiutowała 27 października 2020 roku w wygranym (4:0) wyjazdowym meczu towarzyskim z Grecją.

## Sukcesy
EMS Podilla Winnica
- wicemistrz Pierwszej ligi Ukrainy (1): 2018/19